# Andrija Gerić
Andrija Geric (Novi Sad, 24 de janeiro de 1977) é um jogador de voleibol sérvio.

## Carreira
Geric despontou para o cenário internacional durante os Jogos Olímpicos de Atlanta, quando o jovem time da então Iugoslávia, país que desde o final da década de 1970 deixara de fazer parte da elite do voleibol mundial, obteve a medalha de bronze superando adversários bastante difíceis, tais como a Rússia e o Brasil. Seguiram-se um vice-campeonato mundial em 1998 e, finalmente, a medalha de ouro nas Olimpíadas de Sydney, onde o atleta foi igualmente escolhido melhor bloqueador.
Nos quatro anos seguintes, Geric esteve presente em todas as conquistas de sua equipe, que, com a dissolução da antiga Iugoslávia, passou a atuar a partir de 2003 sob a bandeira da Sérvia e Montenegro. O atacante conquistou ainda duas medalhas de bronze e duas de prata na Liga Mundial, e uma medalha de bronze na Copa do Mundo.
Além de melhor bloqueio nos Jogos Olímpicos de 2000, Geric recebeu mais três menções individuais em torneios internacionais. Em sua equipe, apenas o oposto Ivan Miljković detém até o momento (2005) um maior número de premiações desta natureza.

## Características
Dentre os jogadores de voleibol que integram a equipe da Sérvia e Montenegro, Geric é usualmente considerado um dos mais eficientes e um dos que menos se distinguem dos outros grandes atletas que atuam em sua posição no cenário internacional. Como apontam diversos especialistas, uma das principais características que permitiu a seu time obter a medalha de ouro nos Olimpíadas de Sydney foi um destacado trabalho de recepção e defesa, para o qual o jogador não pôde contribuir graças à natureza da função que desempenha na quadra.
Com 2,03m de altura, Geric sempre atuou desde o início de sua carreira internacional na posição de central, ou seja, como um jogador especializado no bloqueio. Ele é usualmente apontado como um dos maiores especialistas neste fundamento da primeira metade da década de 2000. O atacante também é um excelente sacador, tendo recebido o prêmio de melhor saque na Liga Mundial de 2003.

## Principais conquistas
- Jogos Olímpicos de Atlanta, 1996, medalha de bronze (melhor bloqueio)
- Campeonato Mundial, 1998, medalha de prata
- Jogos Olímpicos de Sydney, 2000, medalha de ouro (melhor bloqueio)
- Liga Mundial, 2003, medalha de prata (melhor bloqueio, melhor saque)
- Copa do Mundo, 2003, medalha de bronze (melhor bloqueio)
- Liga Mundial, 2004, medalha de bronze
- Liga Mundial, 2005, medalha de prata